# Pałuki
Pałuki là một khu vực lịch sử và dân tộc học nằm ở miền trung Ba Lan, nó là một phần của Greater Poland, giữa Pomerania và Cuiavia. Về mặt phân chia hành chính, khu vực này nằm ở Kujawy-Pomorze Voivodship và Wielkopolska Voivodship. Khu vực này có một bức phù điêu đá, rừng và nhiều hồ, phục vụ như là điểm thu hút khách du lịch.
Pałuki thường được gọi là "vùng đất của 130 hồ" hoặc đôi khi là " Mazury nhỏ ". "Đường mòn Piast", dẫn qua một số nơi có nguồn gốc từ Nhà nước Ba Lan (Gniezno, Kruszwica), chạy qua phía nam Pałuki. ZNin, Szubin, Kcynia và Barcin là những thị trấn lớn của khu vực. Biskupin, Wenecja và Gąsawa cũng là những điểm tham quan thu hút du khách.
Tên gọi Pałuki có khả năng bắt nguồn từ łuk, łęk hoặc łęg, biểu thị vùng đất thấp phủ thảm cỏ giữa vùng đất trồng trọt canh tác. Một giả thuyết khác cho thấy tên này xuất phát từ hình dạng của những đỉnh đồi nhỏ rải rác cảnh quan. Tên này xuất hiện vào thế kỷ 14 dưới dạng tiếng Latin terra Palucacensis trong các tài liệu của Jan of Czarnków và, sau đó, Jan Długosz.

## Ảnh

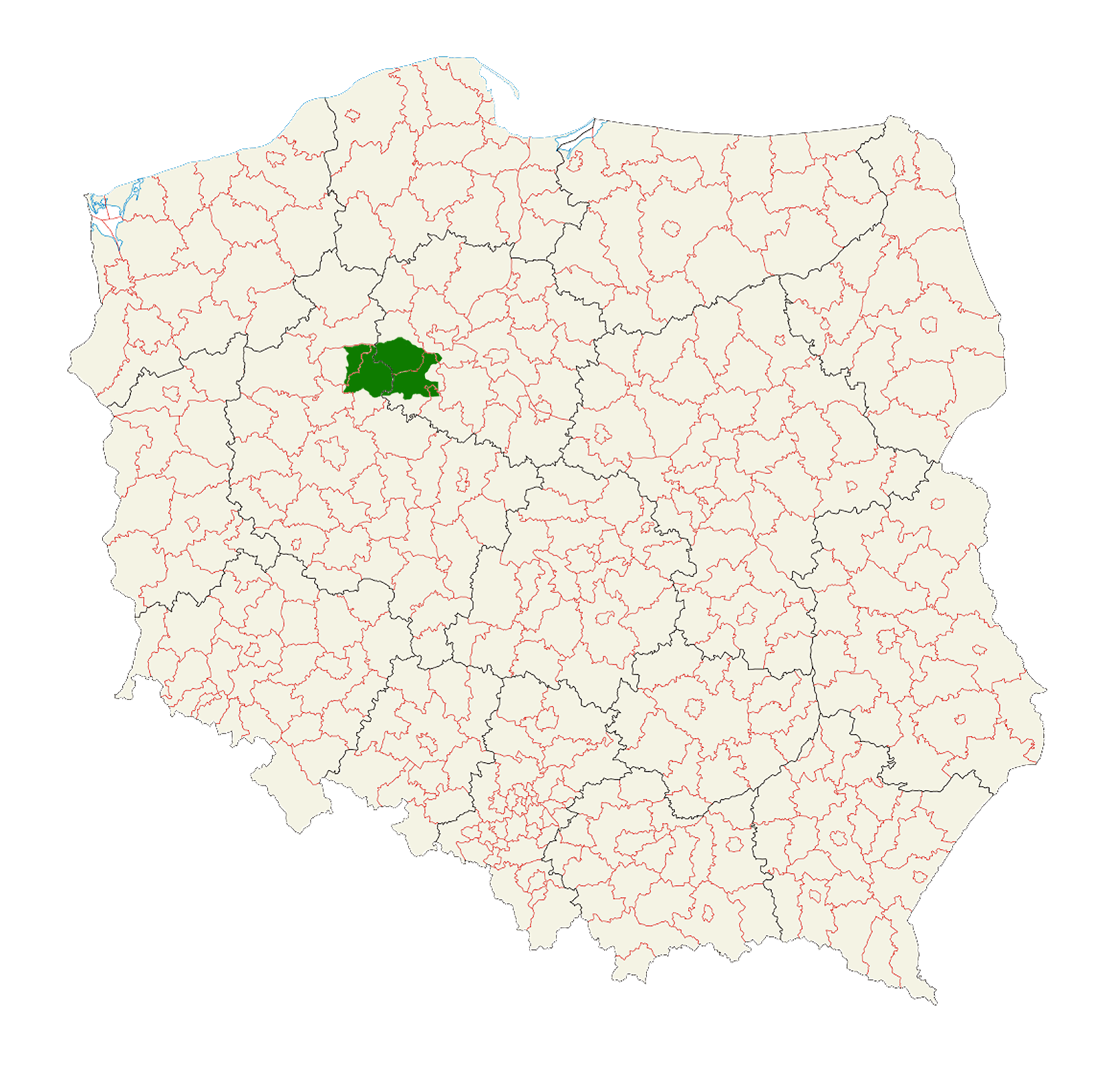
Vị trí của vùng Pałuki ở Ba Lan
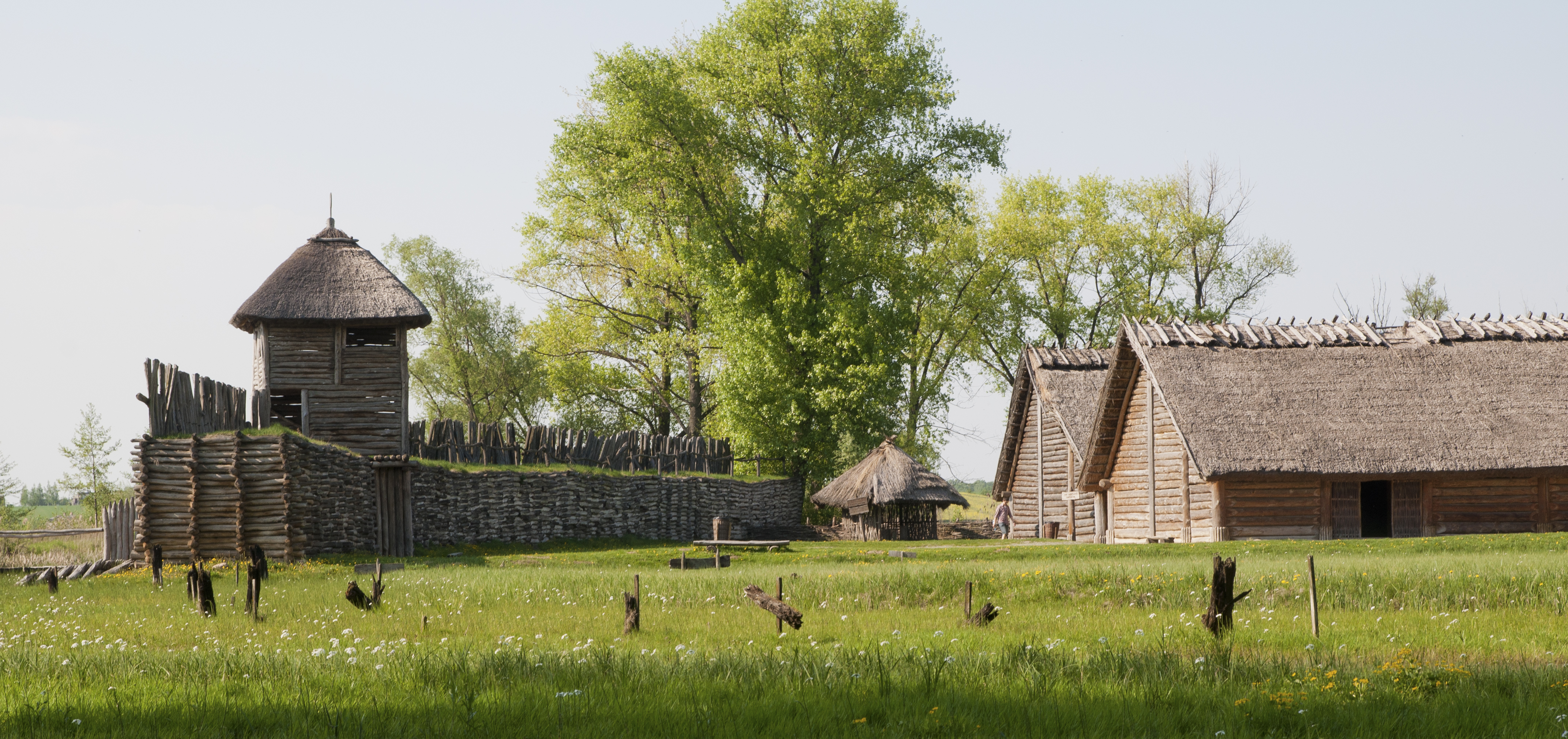
Ba Lan Pompeii - Biskupin gần Żnin ->
Hồ nhỏ Żnin -> Hồ nhỏ Żnin ->